# Mario Benítez
Mario Benítez (ur. 16 marca 1946 w Salto, zm. 22 października 2023 w Montevideo) – urugwajski bokser.
Uczestniczył w Letnich Igrzyskach Olimpijskich, w 1968 roku, przegrał w ćwierćfinale w wadze lekkośredniej z Johnem Baldwinem.